# Bambini di Svevia

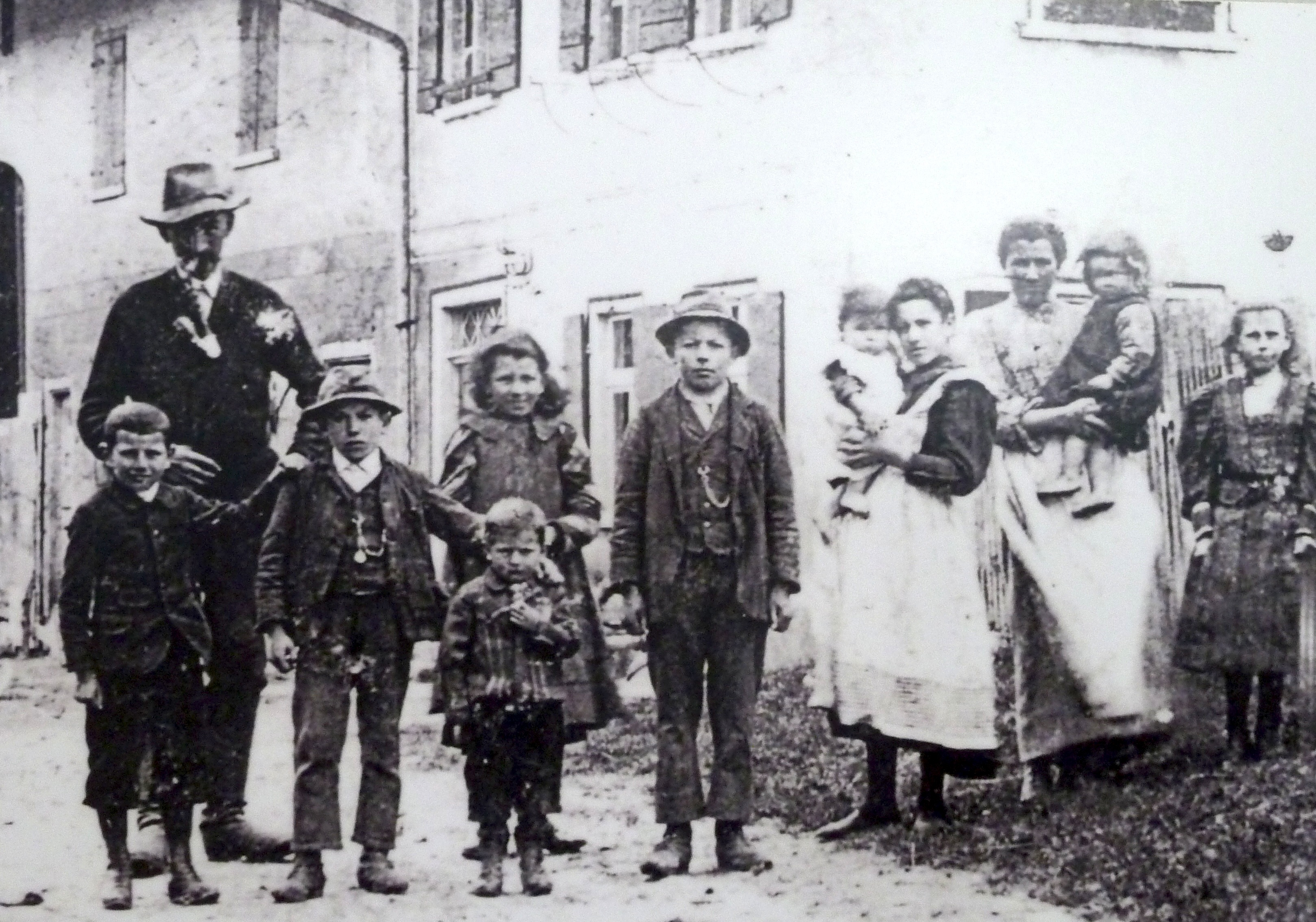
Bambini.di Svevia ad Arnach, Bad Wurzach (1907)

L'espressione bambini di Svevia (in tedesco Schwabenkinder) designa quei bambini, figli di contadini, provenienti da Tirolo, Alto Adige, Liechtenstein e Svizzera che, a partire dal XVII secolo con apice e fine all'inizio del XX secolo, venivano acquistati e impiegati in Svevia dai proprietari terrieri per lavori stagionali.

## Vicende

### Origine
All'origine del fenomeno vi era la profonda povertà che caratterizzava l'Alto Adige (in particolare la Val Venosta), la Svizzera e la parte occidentale dell'Austria, specie nei loro territori montani. Uno dei principali motivi alla base di tale povertà era la frammentazione delle proprietà agricole, derivante dal sistema di successione ereditaria. Tale polverizzazione, in un'attività che già di per sé produceva scarso reddito, non consentiva spesso di sovvenire alle necessità delle famiglie, normalmente assai numerose.
In questo quadro migliaia di bambini erano talora impiegati come contadini o servi nelle campagne. Quando la disoccupazione si inaspriva e le risorse a disposizione delle famiglie erano talmente scarse da renderne impossibile la sopravvivenza, una soluzione fu quella di cercare lavoro stagionale nelle regioni più ricche a settentrione, come la Svevia.

### Il viaggio
La partenza avveniva in marzo. I giovani destinati al mercato avevano un'età compresa tra i 5 ed i 14 anni. Date le condizioni climatiche primaverili ancora rigide e le notevoli distanze da percorrere, il viaggio, che durava diversi giorni, era molto faticoso e pericoloso. Si dovevano infatti seguire sentieri montani ancora innevati e dormire in accampamenti di fortuna come stalle. I bambini, vestiti di stracci, erano accompagnati da un adulto, solitamente un giovane parroco. Il ritorno era stabilito per la fine di ottobre o inizio novembre.

### Il mercato
Il 19 marzo (festa di San Giuseppe) si svolgeva il mercato in piazza dove venivano scelti i “lavoratori” in base alle qualità fisiche e alle esigenze dei compratori. Le retribuzioni consistevano per lo più in indumenti e pochi soldi a fronte di un impegno lavorativo di diversi mesi. I giovani restavano al servizio dei loro compratori fino alla fine di ottobre e al ritorno erano sollevati dall'obbligo di frequenza scolastica invernale. Le città scelte come destinazioni erano Ravensburg, Friedrichshafen, Kempten e, a richiesta, anche Wangen, Weingarten, Tettnang e Bad Waldsee.

### Il lavoro
Il lavoro che i giovani svolgevano variava molto in base alle disposizioni del compratore, ma si trattava solitamente di mansioni agricole o di allevamento bestiame per i maschi, e di servitù casalinga per le femmine. Anche se in alcuni casi il periodo passato al servizio di queste persone si rivelò un'esperienza positiva, frequenti furono i casi di padroni violenti o di lavori prossimi alla schiavitù che sovente generavano casi di infortunio, morte o violenze di ogni tipo.

### Il ritorno
Alla fine della stagione estiva i bambini potevano tornare dalle loro famiglie. Molti di questi però sceglievano di restare nelle più ricche regioni della Germania.

## Nell'arte
- Nel 2003 fu prodotto un film in lingua tedesca sulla vicenda dal titolo Schwabenkinder con la regia di Jo Baier.
- Nel dicembre 2012 a Sluderno (BZ), fu organizzata una mostra dal titolo In cammino per la sopravvivenza, i Karrner e gli Schwabenkinder.
- Un programma di ricerca pluriennale, condotto nell'ambito del progetto Interreg IV Alpenrhein-Bodensee-Hochrhein “Die Schwabenkinder", ha permesso di creare una banca dati per il periodo 1820-1930, consultabile sul sito schwabenkinder.eu[1]
- Nel 2020 esce, edito da Garzanti, il romanzo I bambini di Svevia di Romina Casagrande.